# Manoel Pestana Filho
Manoel Pestana Filho (Santos, 27 de abril de 1928 - Santos, 8 de janeiro de 2011) foi um bispo e escritor brasileiro.
Foi ordenado sacerdote em 1952, nomeado bispo da Diocese de Anápolis em 1978 e em 2004, aposentou-se aos ofícios sacerdotais.
É o autor do livro “Igreja Doméstica”, publicado pelas Edições Loyola em 1980.
Pestana foi um militante anticomunista e colaborador da ditadura militar. Entre 1966 e 1971 ele era monsenhor na Diocese de Santos, então comandada pelo bispo progressista David Picão. Pestana era admirado pelos clérigos conservadores da diocese, com os quais Picão entrou em conflito. Documentos do DOPS Santos mostram uma relação muito próxima de Pestana com os militares, que o condecoraram com a Medalha do Pacificador em 1972, no auge dos anos de chumbo da ditadura.